# Labdarúgó-Európa-bajnokság
A labdarúgó-Európa-bajnokság az Európai Labdarúgó-szövetség (UEFA) szervezésében, négyévente megrendezésre kerülő, az UEFA-tagországok férfi labdarúgó-válogatottjai számára kiírt labdarúgótorna. Az európai labdarúgás és egyben az UEFA legfontosabb eseménye. Az elsőt 1960-ban rendezték Európai Nemzetek Kupája néven. 1968-ban változott az elnevezés labdarúgó-Európa-bajnokságra.

## Történet
1976-ig mindössze a legjobb 4 csapat vett részt a tornán. A tornán résztvevők számát 1980-ban 8-ra, 1996-ban 16-ra növelték. 2008. szeptember 26-án az UEFA arról határozott, hogy 2016-ban 24 csapat vehet részt az Eb-n, és 51 mérkőzést rendeznek. A részt vevő csapatokat minden alkalommal selejtezők során választották ki.
1960-ban és 1964-ben ezek oda-visszavágós, egyenes kieséses selejtezők voltak, ezt követően azonban a selejtezőkben csoportmérkőzések, illetve pótselejtezők döntöttek. 1976-ig a rendező országot a 4 részt vevő csapat hazája közül választották. Ezt követően a selejtezőket megelőzően döntötték el, hogy mely ország rendezi a bajnokságot, így ettől fogva már ennek az országnak a válogatottja automatikusan – selejtezők nélkül – kvalifikálta magát a tornára. Érdemes megjegyezni, hogy a címvédő sosem élvezte azt a kedvezményt, hogy automatikusan kvalifikálta magát a következő tornára.
Az első ilyen eseményt 1960-ban a Szovjetunió nyerte. Három alkalommal a német (kétszer NSZK-ként) és a spanyol válogatott diadalmaskodott. Rajtuk kívül a franciák mondhatják magukat többszörös győztesnek, ők kétszer nyertek Eb-t. A címvédés első ízben a spanyol válogatottnak sikerült 2012-ben.
A harmadik hely sorsát 1980-ig az elődöntő vesztesei között döntötték el, 1984-ben azonban eltörölték a bronzmérkőzést, hivatalosan csak az első két helyet döntik el (a további csapatok rangsorolásánál mindkét elődöntőst harmadiknak könyvelik el, ténylegesen viszont csak két tornán, 2008-ban és 2012-ben kaptak bronzérmet az elődöntőben kieső csapatok játékosai).
2000-ben először rendezett közösen két ország Eb-t, ekkor Hollandia és Belgium adott otthont az eseménynek. A 2008-as és a 2012-es eseményt is két ország közösen rendezte. Előbbit Ausztria és Svájc, utóbbit a Lengyelország–Ukrajna páros kapta meg.
A 2016-os Európa-bajnokságot Franciaország rendezhette. 2020-ra Michel Platini UEFA-elnök új javaslattal állt elő: ne legyen kifejezetten házigazda ország, hanem az egyes mérkőzések rendezési jogát különböző országok egy-egy városa kapja meg. A torna rendezését ennek megfelelően 13 ország egy-egy városa nyerte el (London lett a legjobb négy küzdelmeinek házigazdája, a többi 12 helyszín három csoportmérkőzést és egy egyenes kieséses mérkőzést kapott). Utóbb a helyszínek száma Brüsszel visszalépésével 12-re csökkent, helyette a döntő házigazdája, London kapott további négy mérkőzést. 2024-re viszont visszatértek a hagyományos rendezéshez, Németország lett a házigazda.
2020-ban első alkalommal fordult elő, hogy a tornát elhalasztották: a koronavírus-járvány miatt az UEFA úgy döntött, 2021-ben rendezik meg az Európa-bajnokságot.
A hagyományos rendszerben Magyarország három alkalommal pályázott a rendezésre: 2004-re Ausztriával közösen, 2008-ra önállóan, 2012-re Horvátországgal, de egyik alkalommal sem sikerült elnyernie. A 2021-es (eredetileg 2020-as) tornán Budapest négy mérkőzést rendezett (három csoportmérkőzést és egy nyolcaddöntőt).

## Eddigi eredmények
| Év   | Helyszín                   | Döntő           | Döntő                        | Döntő           | Harmadik helyért                           | Harmadik helyért                           | Harmadik helyért                           |
| Év   | Helyszín                   | Győztes         | Eredmény                     | Második hely    | Harmadik hely                              | Eredmény                                   | Negyedik hely                              |
| ---- | -------------------------- | --------------- | ---------------------------- | --------------- | ------------------------------------------ | ------------------------------------------ | ------------------------------------------ |
| 1960 | Franciaország              | · Szovjetunió   | 2–1 (h.u.)                   | · Jugoszlávia   | · Csehszlovákia                            | 2–0                                        | · Franciaország                            |
| 1964 | Spanyolország              | · Spanyolország | 2–1                          | · Szovjetunió   | · Magyarország                             | 3–1 (h.u.)                                 | · Dánia                                    |
| 1968 | Olaszország                | · Olaszország   | 1–1 (h.u.) 2–0 (újrajátszás) | · Jugoszlávia   | · Anglia                                   | 2–0                                        | · Szovjetunió                              |
| 1972 | Belgium                    | · NSZK          | 3–0                          | · Szovjetunió   | · Belgium                                  | 2–1                                        | · Magyarország                             |
| 1976 | Jugoszlávia                | · Csehszlovákia | 2–2 (h.u.) ti.: 5–3          | · NSZK          | · Hollandia                                | 3–2 (h.u.)                                 | · Jugoszlávia                              |
| 1980 | Olaszország                | · NSZK          | 2–1                          | · Belgium       | · Csehszlovákia                            | 1–1 (h.u.) ti.: 9–8                        | · Olaszország                              |
| Év   | Helyszín                   | Győztes         | Eredmény                     | Ezüstérmes      | Elődöntősök (1984-től nincs bronzmérkőzés) | Elődöntősök (1984-től nincs bronzmérkőzés) | Elődöntősök (1984-től nincs bronzmérkőzés) |
| 1984 | Franciaország              | · Franciaország | 2–0                          | · Spanyolország | Dánia és Portugália                        | Dánia és Portugália                        | Dánia és Portugália                        |
| 1988 | NSZK                       | · Hollandia     | 2–0                          | · Szovjetunió   | NSZK és Olaszország                        | NSZK és Olaszország                        | NSZK és Olaszország                        |
| 1992 | Svédország                 | · Dánia         | 2–0                          | · Németország   | Hollandia és Svédország                    | Hollandia és Svédország                    | Hollandia és Svédország                    |
| 1996 | Anglia                     | · Németország   | 2–1 (h.u., aranygól)         | · Csehország    | Anglia és Franciaország                    | Anglia és Franciaország                    | Anglia és Franciaország                    |
| 2000 | Belgium és · Hollandia     | · Franciaország | 2–1 (h.u., aranygól)         | · Olaszország   | Hollandia és Portugália                    | Hollandia és Portugália                    | Hollandia és Portugália                    |
| 2004 | Portugália                 | · Görögország   | 1–0                          | · Portugália    | Csehország és Hollandia                    | Csehország és Hollandia                    | Csehország és Hollandia                    |
| 2008 | Ausztria és · Svájc        | · Spanyolország | 1–0                          | · Németország   | Oroszország Törökország                    | Oroszország Törökország                    | Oroszország Törökország                    |
| 2012 | Lengyelország és · Ukrajna | · Spanyolország | 4–0                          | · Olaszország   | Portugália és Németország                  | Portugália és Németország                  | Portugália és Németország                  |
| 2016 | Franciaország              | · Portugália    | 1–0 (h.u.)                   | · Franciaország | Wales és Németország                       | Wales és Németország                       | Wales és Németország                       |
| 2020 | Európa                     | · Olaszország   | 1–1 (h.u.) ti.: 3–2          | · Anglia        | Spanyolország és Dánia                     | Spanyolország és Dánia                     | Spanyolország és Dánia                     |
| 2024 | Németország                | · Spanyolország | 2–1                          | · Anglia        | Hollandia és Franciaország                 | Hollandia és Franciaország                 | Hollandia és Franciaország                 |

Következő döntők
| Év   | Helyszín                     | Pályaválasztó csapat | Vendég csapat | Elődöntősök (1984-től nincs bronzmérkőzés) | Elődöntősök (1984-től nincs bronzmérkőzés) | Elődöntősök (1984-től nincs bronzmérkőzés) |
| ---- | ---------------------------- | -------------------- | ------------- | ------------------------------------------ | ------------------------------------------ | ------------------------------------------ |
| 2028 | Nagy-Britannia és · Írország |                      |               |                                            |                                            |                                            |
| 2032 | Olaszország és · Törökország |                      |               |                                            |                                            |                                            |

### Győztesek
A következő táblázat az 1960 és 2024 között megrendezett labdarúgó-Európa-bajnokságok győzteseit, ezüstérmeseit és bronzérmeseit tartalmazza.

A labdarúgó-Európa-bajnokságok eddigi győztesei

| Nemzet        | Aranyérmes                 | Ezüstérmes           | Bronzérmes                       |
| ------------- | -------------------------- | -------------------- | -------------------------------- |
| Spanyolország | 4 (1964, 2008, 2012, 2024) | 1 (1984)             | 1 (2020)                         |
| Németország   | 3 (1972, 1980, 1996)       | 3 (1976, 1992, 2008) | 3 (1988, 2012, 2016)             |
| Olaszország   | 2 (1968, 2020)             | 2 (2000, 2012)       | 1 (1988)                         |
| Franciaország | 2 (1984, 2000)             | 1 (2016)             | 2 (1996, 2024)                   |
| Szovjetunió   | 1 (1960)                   | 3 (1964, 1972, 1988) | –                                |
| Portugália    | 1 (2016)                   | 1 (2004)             | 3 (1984, 2000, 2012)             |
| Hollandia     | 1 (1988)                   | –                    | 5 (1976, 1992, 2000, 2004, 2024) |
| Csehszlovákia | 1 (1976)                   | –                    | 2 (1960, 1980)                   |
| Dánia         | 1 (1992)                   | –                    | 2 (1984, 2020)                   |
| Görögország   | 1 (2004)                   | –                    |                                  |
| Anglia        | –                          | 2 (2020, 2024)       | 2 (1968, 1996)                   |
| Jugoszlávia   | –                          | 2 (1960, 1968)       |                                  |
| Belgium       | –                          | 1 (1980)             | 1 (1972)                         |
| Csehország    | –                          | 1 (1996)             | 1 (2004)                         |
| Magyarország  | -                          | -                    | 1 (1964)                         |
| Oroszország   | -                          | -                    | 1 (2008)                         |
| Törökország   | -                          | -                    | 1 (2008)                         |
| Wales         | -                          | -                    | 1 (2016)                         |

Megjegyzések
1. 1 2 3 4 5  Rendező
2. 1 2 3  Németország 1972 és 1988 között NSZK néven szerepelt.